# Shelland
Shelland – wieś w Anglii, w hrabstwie Suffolk, w dystrykcie Mid Suffolk. Leży 23 km na północny zachód od miasta Ipswich i 107 km na północny wschód od Londynu. W 2001 roku wieś liczyła 39 mieszkańców.